# Гордон Д’Арси
Гордон Д'Арси (енгл. Gordon D'Arcy; 10. фебруар 1980) је професионални ирски рагбиста који тренутно игра за Ленстер рагби. Д'Арси је легенда Ленстера и ирске репрезентације.

## Биографија
Висок 180 цм, тежак 91 кг, Д'Арси игра на позицији број 12 - први центар (енгл. Inside centre). Д'Арси и Брајан О'Дрискол су годинама били убитачан центарски тандем и у клупском и у репрезентативном рагбију. Д'Арси је за Ленстер одиграо 257 утакмица и постигао 334 поена, а за репрезентацију Ирске је одиграо 82 тест меча и постигао 7 есеја. Био је и део екипе Британски и ирски лавови. Са Ленстером је освајао Куп европских шампиона у рагбију, Куп европских изазивача у рагбију и Про 12, а са Ирском је освајао Куп шест нација.